# ФК Рудар Угљевик
ФК Рудар 1925 је фудбалски клуб из Угљевика, Република Српска, БиХ.

## Историја клуба

### Почеци
Клуб је основан 1925. године, што га чини једним од најстаријих спортских клубова у Републици Српској, а и шире. О првим годинама постојања клуба мало се зна. Претпоставља се да су га основали фудбалски ентузијасти запослени у рудник угља у Угљевику (рудник је отворен 1899. године).

### Клуб у СФРЈ
У бившој СФРЈ, клуб није играо неку значајнију улогу. Такмичио се у нижим лигама (општинским, регионалним...).
80-их година 20. вијека клуб се из Старог Угљевика, заједно са већином мјештана, сели у новоизграђено насеље Угљевик (које постаје и центар општине). Пресељење готово читавог мјеста је извршено због експропријације земљишта за потребе Рудника и ТЕ „Угљевик“.
Фудбалски клуб у „новом“ Угљевику игра утакмице на стадиону на коме су изграђене скромне свлачионице и просторије клуба, популарно „Рударево“. У то вријеме почели су планови о изградњи модернијег стадиона. 
Почетком 90-их година почиње изградња новог стадиона, али изградњу прекида грађански рат.

### Ратни период
Рат привремено прекида спортске активности у новооснованој Републици Српској, па тако и рад ФК Рудар. ФСРС је основан 5. септембра 1992. године, а у ову асоцијацију приступио је и Рудар.
ФК Рудар наставља своје активности и у ратном периоду. Значајну улогу у тадашњем тиму игра и Митар Максимовић Мандо, командант јединице ВРС „Мандини лавови“. У то вријеме на амблему клуба приказан је и лав, симбол те једнице.

### Први већи успјеси
Прво фудбалско првенство у Републици Српској одиграно је након завршетка рата, 1996. године. ФК Рудар се није такмичио у Првој лиги РС.
Следеће сезоне, 1996/97. Рудар улази у Прву лигу - група Исток (лига је била подијељена у двије групе Исток и Запад). Својим добрим партијама Рудар постаје сензација. Један мали клуб, из малог мјеста као што је Угљевик, заузима прво мјесто на табели групе Исток. У двије утакмице за апсолутног првака Републике Српске, против првака групе Запад – Слоге из Трна, Рудар слави и тако постаје првак Републике Српске.
Следеће сезоне, 1997/98, екипа предвођена тренером Зораном Јагодићем, овај пут у обједињеној лиги, понавља прошлогодишњи успјех. Те године, Рудар показује своју јачину и освајањем Купа Републике Српске. Куп је освојен и у сезони 1998/99., али у првенству је за бод заостао за Радником из Бијељине.Такође треба рећи да је за успјехе Рудара заслужан и Боро Босић.
Друго мјесто у првенству се понавља и следеће сезоне 1999/00.
У сезони 2000/01, такмичење добија на значају јер прва три мјеста у лиги осигуравају играње у новоформираној Премијер лиги БиХ. Те сезоне Рудар осваја треће мјесто чиме је успио себи да осигура мјесто у Премијер лиги.

### Премијер лига БиХ
У прве двије сезоне заједничке лиге Рудар игра солидно, али финансијска криза у клубу осликала се и у неуспјеху који је Рудар остварио у сезони 2004/05. Те године Рудар сезону завршава на задњем мјесту, што га враћа у Прву лигу РС.
Од тада до 2008. године Рудар се такмичи у Првој лиги РС. Сезону 2007/08. Рудар завршава на претпосљедњем мјесту на табели, те је испао из Прве лиге Републике Српске.

## Највећи успјеси
- Првак Републике Српске у сезони 1996/97.
- Првак Републике Српске у сезони 1997/98.
- Освајач Купа Републике Српске 1997/98.
- Освајач Купа Републике Српске 1998/99.
- Освајач Супер Купа Републике Српске 1997. године.
- Учешће у Премијер лиги Босне и Херцеговине у сезонама 2002/03, 2003/04, 2004/05.

## ФК Рудар Угљевик на вечној табели клубова уПремијер лиге БиХод оснивања 2002/03
Стање након сезоне 2018/19.
| Плас. | Тим              | Број сезона | ИГ | Д  | Н  | ИЗ | ГД  | ГП  | ГP  | Бод | HП |
| ----- | ---------------- | ----------- | -- | -- | -- | -- | --- | --- | --- | --- | -- |
| 27.   | ФК Рудар Угљевик | 03          | 98 | 34 | 14 | 50 | 118 | 143 | -25 | 116 | 9  |

ИГ = Играо утакмица; Д = Добио; Н = Нерешио; ИЗ = Изгубио; ГД = Голова дао; ГП = Голова примио; ГЛ = Гол-разлика; Бод = Бодови ; НП = Најбољи пласман

## Стадион
Стадион на коме игра ФК „Рудар“ отворен је 2000. године. Његова изградња је почела почетком 90-их година, али су усљед рата радови на њему престали. Ревизијом пројекта поновни радови на стадиону почињу пар година након рата. Иако је свечано отворен 27. септембра 2001. године, од стране тадашњег предсједника Републике Српске Мирка Шаровића и утакмицом ФК Рудар – Репрезентација РС, стадион никада није у потпуности завршен. Изграђене су трибине (исток, запад и југ - око 5.000 мјеста), дренажом је ријешен проблем одводње, уређене су свлачионице и административне просторије клуба. Остало је да се доврше управна зграда (на 4 нивоа – уређен само први у коме се налазе свлачионице и административне просторије) у којем је предвиђена сала за тренинге, хостел за играче и слично, просторије испод јужне трибине, рефлектори за које су постављени темељи, као и електронски семафор. Проблем у изградњи стадиона, сем недостатка средстава, представљали су и нерјешени имовинско-правни односи на релацији РиТЕ „Угљевик“ – ФК Рудар – Скупштина Општине Угљевик. Стадион је био и предмет скандала и судских процеса. Према извјештајима медија, до продаје 2017. године, у стадион је уложено око 5 милиона марака, а потребно је било још толико за финализацију пројекта.
Иако незавршен, представљао је један од најмодернијих стадиона у Босни и Херцеговини. Томе у прилог говори и чињеница да је први стадион у БиХ који је добио УЕФА лиценцу за одигравање међународних утакмица.
Поред међународних утакмица млађих категорија, на стадиону је одиграно и пар утакмица предквалификација за УЕФА куп. Због немогућности да играју на свом игралишту, европске утакмице на овом стадиону су играли Слобода из Тузле (играли против Спартака из Трнаве (Словачка) и ФК Модрича Максима из Модриче (против Санта Колома из Андоре и Левским из Софије, Бугарска).
На стадиону су се играле и утакмице УЕФА Купа регија.
Стадион се једно вријеме звао Митар Максимовић Мандо, али је на захтјев УЕФА то име враћено на „Градски стадион“.
На лицитацији за продају стадиона, коју је расписао Основни суд у Бијељини, након што је један од повјерилаца фудбалског клуба издејствовао принудну наплату својих потраживања, 22. марта 2017. године, стадион је продат Борису Станишићу (власнику етно-села "Станишић" и Фудбалског клуба "Звијезда 09"). Стадион је продат за 803.000,00 КМ, односно за 1/3 процијењене вриједности од 2,4 милиона марака. Иако у приватном власништву, и на њему утакмице игра клуб регистрован у другој општини - назив у најчешћој употреби је и даље Градски стадион.
Након продаје стадиона, ФК Рудар се вратио на свој стари стадион "Рударево" - на коме је играо утакмице од преселења из Старог Угљевика, почетком 80-их до отварања новог градског стадиона 2000. године.

## Занимљивости
Клупску химну Напријед Рудар је написао познати фолк пјевач Баја Мали Книнџа.